# Волнения в Марокко (2011)
Волнения в Марокко (2011) — демонстрации и акции протеста в Королевстве Марокко, прошедшие в 2011 году. Волнения являлись частью Арабской весны. Протесты были организованы движением «20 февраля», состоящим в основном из студентов.

## Контекст
Марокко — более развитая во многих сферах страна по сравнению с Тунисом и Египтом и рассматривалась наименее подверженной влиянию арабской весны. Король Мохаммед после вступления на трон провёл ряд либеральных реформ. В стране сложилась многопартийная система, парламент избирался на всеобщих выборах, не было запрета на демонстрации и митинги. Также правительство добилось устойчивого роста экономики. С другой стороны, полномочия парламента крайне малы по сравнению с правами короля, власть которого почти абсолютна. В адрес правительства звучали обвинения в коррупции и нарушении прав человека (например, цензура, разгоны полицией некоторых манифестаций, давление на активистов гражданского общества). Экономическую ситуацию омрачает разрыв между богатыми и бедными (отношение среднего дохода 10 % самых богатых людей общества к 10 % самых бедных — 11.7), высокая безработица, в том числе среди молодёжи.
В целом волнения, начавшиеся 20 февраля, были не против главы государства, как в других странах Северной Африки, а за расширение политических прав и свобод граждан в рамках существующей системы, а также против взяточничества и клановости.

## Хроника протеста
20 февраля тысячи марокканцев провели акцию в Рабате под лозунгами «Долой самодержавие» и «Народ хочет изменение конституции», требуя, что бы король Мухаммед VI передал больше прав парламенту. Протестующие прошли к зданию парламента, о применении полицией силы для разгона демонстрации не сообщалось. Подобная акция прошла и в самом населённом городе страны Касабланке. Демонстрации в этот день прошли во многих других городах, и не везде акции закончились мирно. Агрессивные действия со стороны демонстрантов зафиксированы в Марракеше, Лараше, Шавене,Тетуане и других городах. В северомарокканском городе Эль-Хосейма мирная демонстрация окончилась погромами и вандализмом. Полиция попыталась пресечь беспорядки, что привело к гибели пяти человек. Всего за день, по официальным данным, 37 тысяч человек участвовали в акциях протеста в различных городах страны.
26 февраля около тысячи человек снова вышли на митинг в Касабланке, по сообщениям «Франс Пресс».
13 марта состоялась новая акция в Касабланке, в которой приняло участие несколько сотен человек. На этот раз полиция применила силу для разгона манифестации, десятки протестантов получили ранения. «Международная амнистия» осудила применение силы против мирной демонстрации и призвала не препятствовать будущим подобным акциям.
20 марта около 35 тысяч граждан участвовали в мирных демонстрациях в 60 городах страны, некоторые требовали больших реформ, чем те, которые объявил король 9 марта, другие хотели продолжать давление на власть, чтобы не было соблазна реформы свернуть. Столкновений с полицией не зафиксировано.
24 апреля тысячи людей протестовали по всему Марокко (по оценке «Франс Пресс», только в Касабланке количество протестующих достигло 10 тысяч), требуя положить конец коррупции, провести реформу суда, конституционные реформы, парламентские выборы и обеспечить занятость населения, поборов безработицу.
В мае демонстрации прошли 8, 15, 22, 28 и 29 числа. 8 мая тысячи марокканцев прошли в Марракеше, требуя реформ и соболезнуя погибшим в теракте, совершённом в городе 28 апреля. 15 мая в городе Темара движение «20 февраля» попыталось провести митинг с целью побудить власти провести больше реформ и амнистировать политических заключённых. Правительство отказалось зарегистрировать акцию, поэтому митинг, не начавшись, был разогнан полицией. 22 мая в подобном стиле полиция использовала силу для разгона демонстраций в Рабате и Касабланке. 28 мая органы правопорядка атаковали и избивали протестующих в Рабате и Кенитре, 29 мая в Касабланке и Кенитре. Власти заявили, что акции не были с ними согласованы. «Хьюман Райтс Вотч» отметила, что нет очевидных объяснений непоследовательности правительства, когда оно разрешает одни мирные демонстрации и жестоко подавляет другие, которые проводятся под теми же лозунгами и в тех же условиях.
5 июня до 60 тысяч демонстрантов собрались на демонстрации по всей стране. Многие несли фотографию Камаля Амари, который умер 2 июня от ран, нанесённых полицией 29 мая в Сафи (Официально было объявлено расследование, которое должно установить причины смерти).
В течение лета демонстрации проходили мирно, но протестное движение пошло на спад. Попытку возродить его предприняли 18 сентября, когда 3 тысячи граждан провели акцию на улицах Касабланки. Манифестации прошли и в других городах.
В дальнейшем движение «20 февраля» проводило политические акции, но они были относительно немногочисленны, а требования с политической сферы всё больше концентрировались на социальных вопросах.

## Внутренняя реакция
21 февраля, на следующий день после начала протестов, министр коммуникации Марокко заявил, что власти услышали желания народа и проведут необходимые реформы в кратчайшие сроки. 22 февраля король сформировал консультативный орган — Экономический и социальный совет, который, хотя был предусмотрен конституцией, до этого не собирался.
9 марта в телевизионном обращении король Мухаммед VI объявил о своём решении предпринять всеобъемлющую конституционную реформу, направленную на укрепление демократии и верховенства права, расширении прав парламента и правительства. Монарх объявил о формировании комиссии для разработки поправок к конституции, которые должны быть готовы к июню, после чего должен состояться референдум. Комиссия была раскритикована лидерами протестного движения, которые отказались принимать участие в её работе, несмотря на приглашение, требуя, чтобы пересмотром конституции занялся выборный орган.
14 апреля король Мухаммед VI помиловал или сократил сроки наказания 190 заключённых (96 отпущены на свободу; у 52 сократили срок наказания; у 37 заключённых пожизненные сроки сокращены на менее длительные; пять приговорённых к смертной казни получили пожизненное заключение), среди них были исламисты и активисты «Полисарио».
17 июня в телевизионной речи король представил набор поправок к конституции, которые вынес на референдум 1 июля. Предложения короля были поддержаны частью общества, но лидеры движения «20 февраля» отвергли реформу как недостаточную и призвали к продолжению протестов и к бойкоту референдума.
Предложения короля были поддержаны на референдуме. Согласно новой версии конституции парламент получает больше прав; партия, победившая на выборах, будет назначать премьер-министра, что раньше было исключительным правом короля; берберский язык получил официальный статус; повышается независимость судебной власти; подтверждается приверженность правам человека. Однако король остаётся верховным главнокомандующим вооружёнными силами, главой религиозной власти страны, сохраняет главную роль в вопросах безопасности. Король больше не может возглавлять правительство и участвовать в его работе, но он возглавляет так называемый Совет министров, собираемый для принятия решений по стратегическим вопросам политики и безопасности.
30 июля в телевизионном обращении король заявил, что перемены должны осуществляться быстро, начиная с досрочных парламентских выборов. После переговоров с министерством внутренних дел, которое проводит выборы, и 20 политическими партиями, парламентские выборы решено провести 25 ноября 2011 года. Часть оппозиционных партий и движений, включая «20 февраля», призвала людей протестовать против политики властей и не участвовать в назначенных выборах. Организация «Human Rights Watch» указала на факты давления со стороны властей на активистов, призывающих к бойкоту выборов, и потребовала такое давление прекратить. Официальные власти заявили, что не используют административный ресурс против агитирующих за бойкот.

## Жертвы
20 февраля 2011 года пять тел найдены в Эль-Хосейме в помещении банка, который был разрушен протестующими во время беспорядков после демонстрации.
2 июня 2011 года Камель Амари скончался от ран, предположительно полученных во время столкновения демонстрантов с полицией в городе Сафи 30 мая. «Международная амнистия» со ссылкой на свидетелей утверждает, что Амари был жестоко избит, но, несмотря на ранения, не обратился в больницу. На следующий день его здоровье ухудшилось и Амари госпитализировали. В больнице он умер 2 июня.